# Ян Неруда
Ян Непомук Неруда (чеськ. Jan Nepomuk Neruda, 9 липня 1834 , Прага — 22 серпня 1891 року, Прага) — чеський письменник, поет і журналіст, найбільший в Чехії представник реалізму, член «Травневої школи».

## Молоді роки
Народився в 1834 році в Празі в сім'ї торговця — бакалійника, який жив у районі Праги Мала Страна. Навчався праву і філософії. Після навчання працював викладачем, а в 1860 році влаштувався на роботу в місцеву газету журналістом. Незважаючи на те, що Неруда так ніколи і не одружився, він підтримував близькі стосунки з письменницею Кароліною Светлою.

## Літературна діяльність

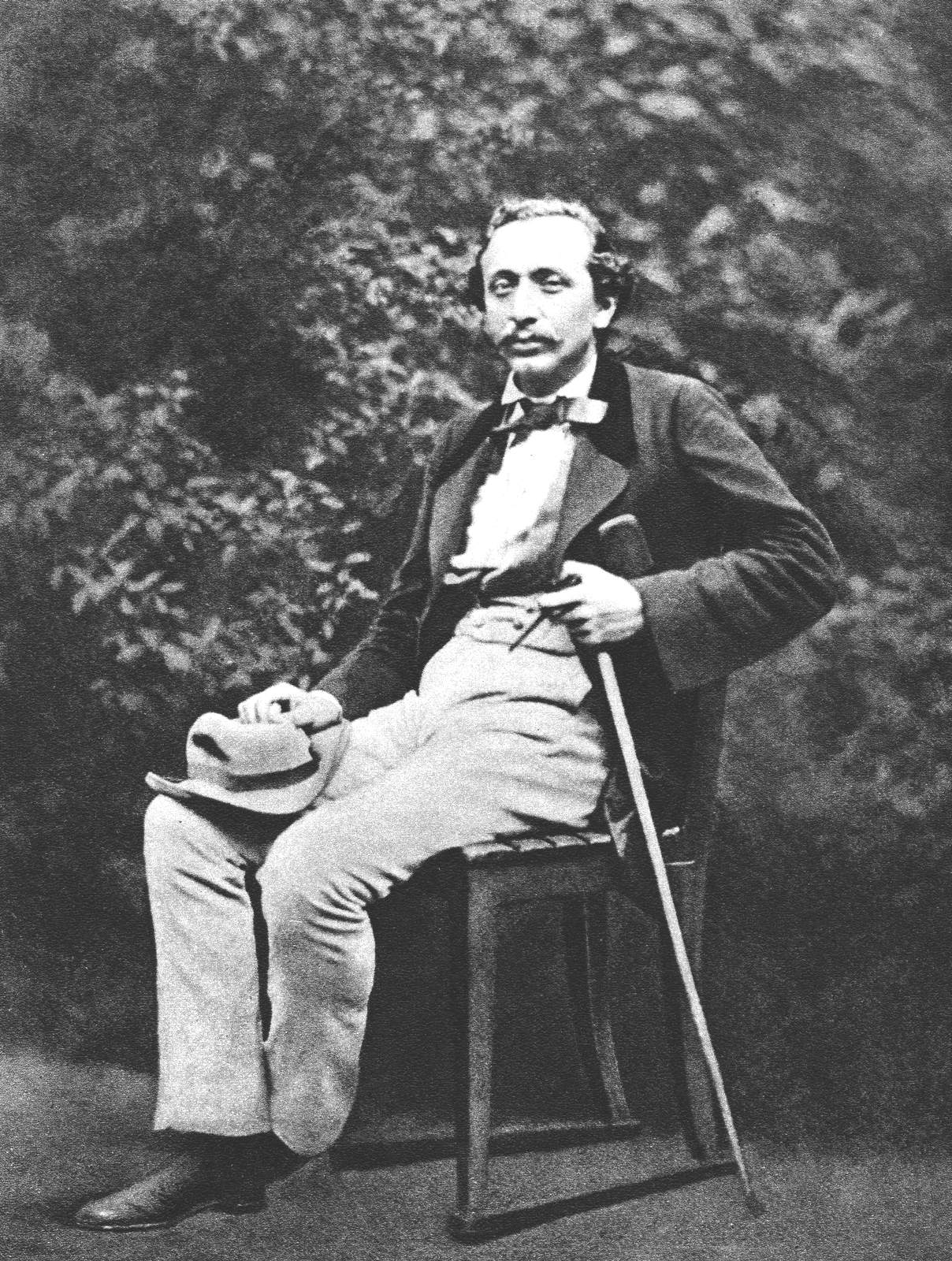
Ян Неруда в молоді роки

Ян Неруда входив до літературного гуртка «Травневі» (чеськ. Májovci), до якого входили Йозеф Барак, Якуб Арбес, Карел Яромир Ербен, Йосиф Вацлав Фріч, Вітєзслав Галек, Кароліна Светла. В альманасі гуртка «Травневі» у 1857 році вийшли друком його перші вірші.
Вступивши в літературу у важкі часи і з дитинства спостерігаючи за тяготами життя празьких будинків, Неруда відбив сувору дійсність у своєму першому збірнику віршів — «Цвинтарні квіти» (1857). Його збірка «Книги віршів», що вийшов в 1868 році, піднімає проблеми соціального гніту і конфліктів в чеському суспільстві. Найвідомішою прозовою роботою письменника стала випущена в 1877 році збірка коротких оповідань «Малостранські повісті».

## Смерть та вшанування
Ян Неруда помер в 1891 році і був похований на Вишеградському кладовищі в Празі. Після смерті його ім'ям була названа одна з міських вулиць в Малій Страні (відома з його книг Остругова вулиця), тепер Нерудова вулиця.
Чилійський поет Ріка́рдо Еліесер Нефталі Ре́йес Басоа́льто (Пабло Неруда), який отримав Нобелівську премію з літератури в 1971 році, взяв псевдонім на пошану Яна Неруди.
На честь Ян Неруди названо астероїд 1875 Неруда.

## Галерея

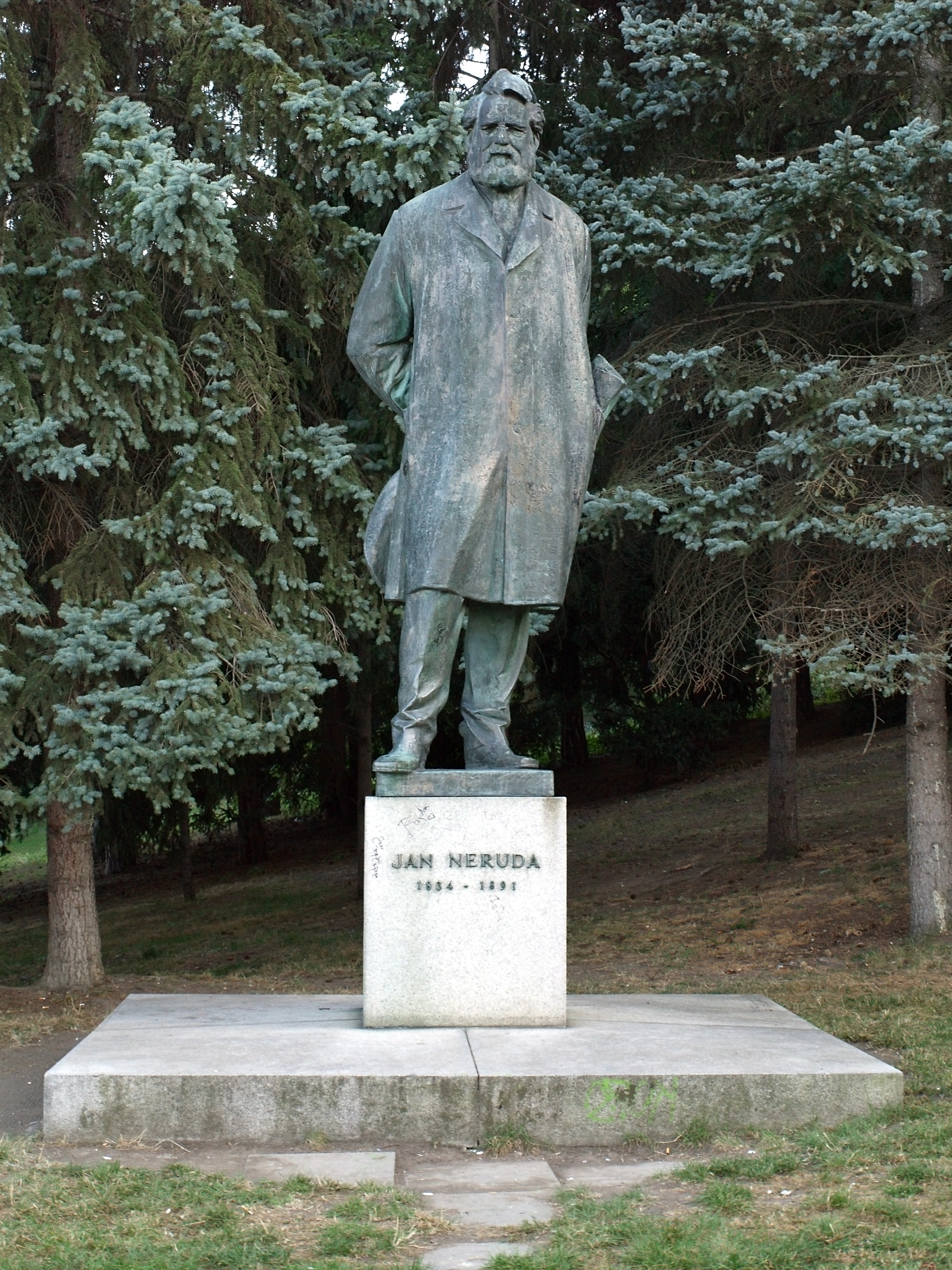
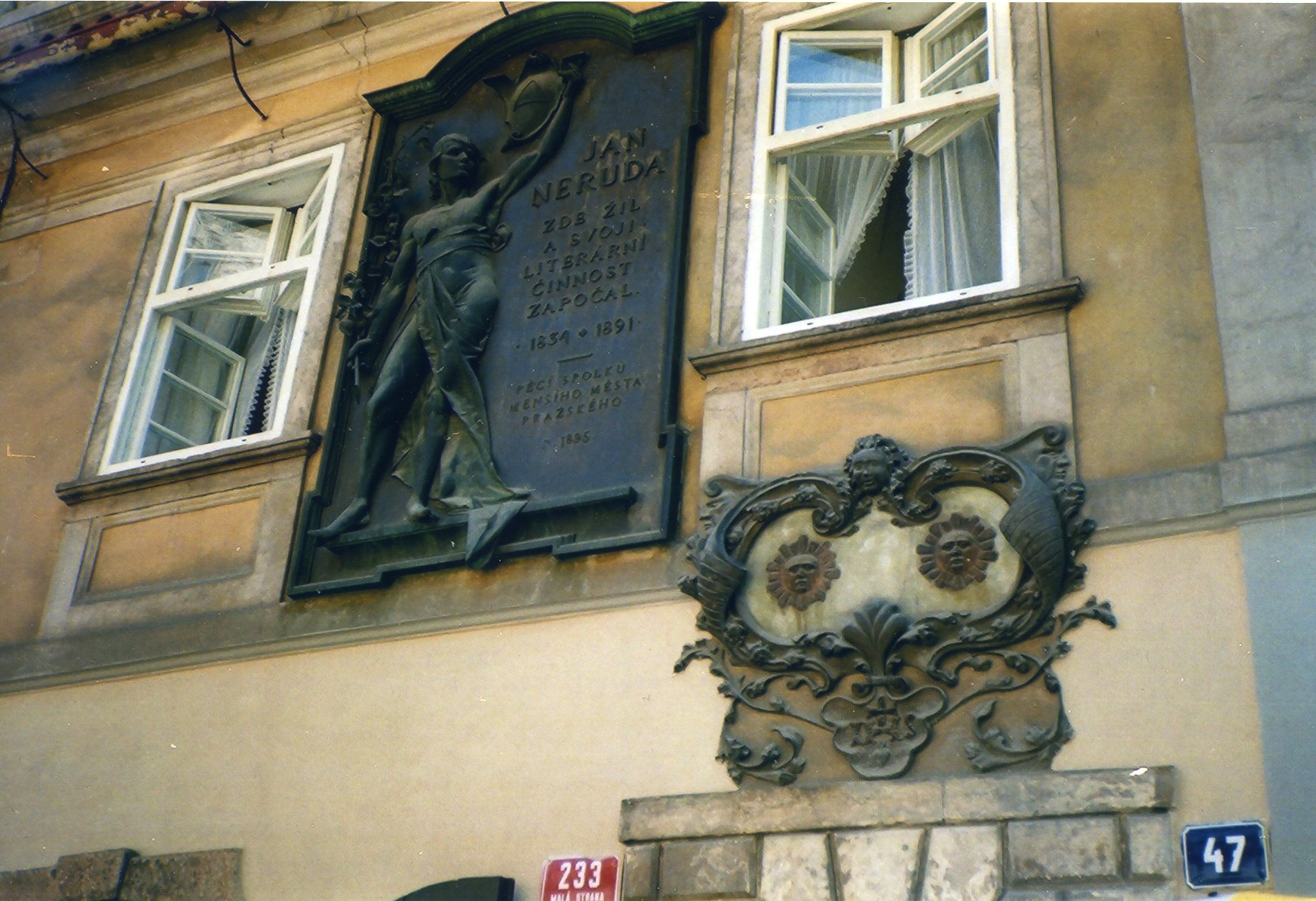
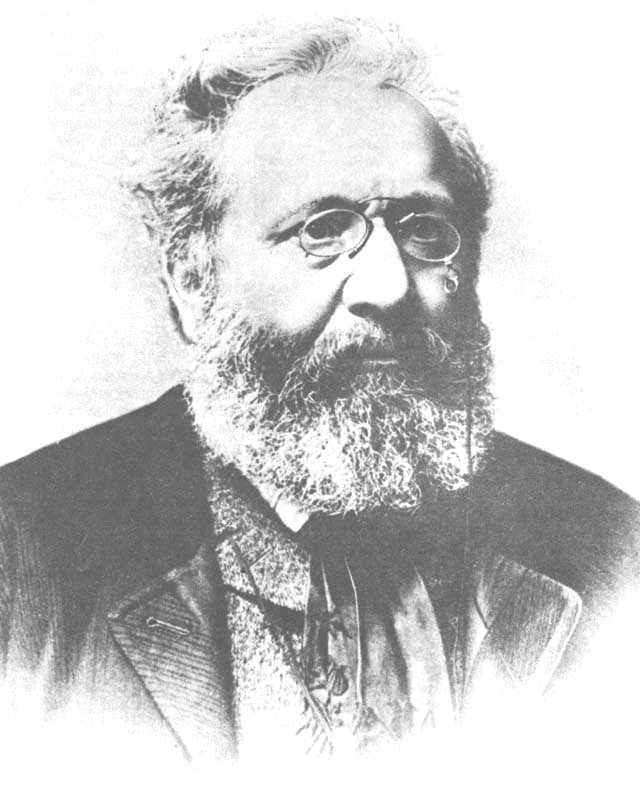
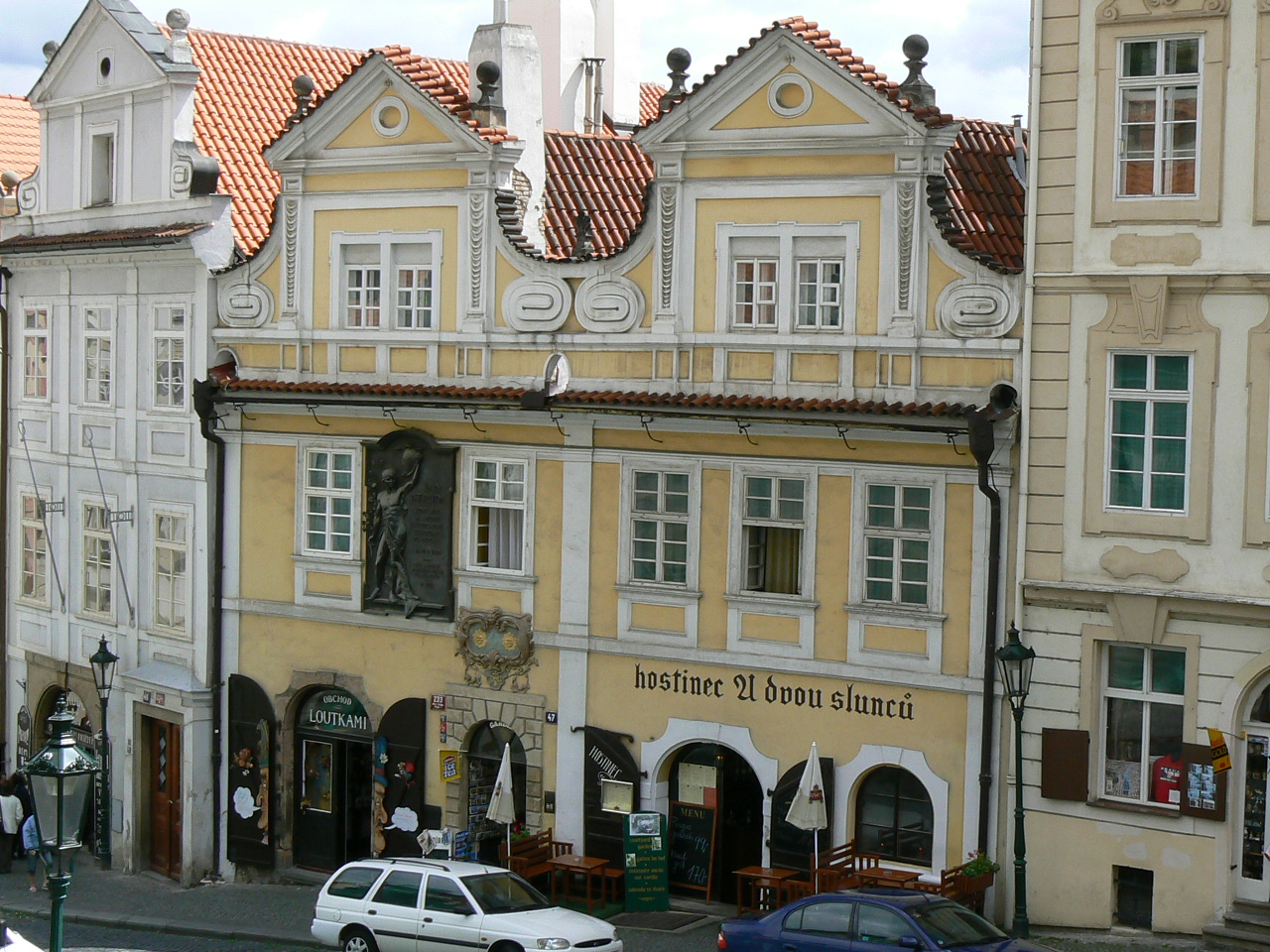
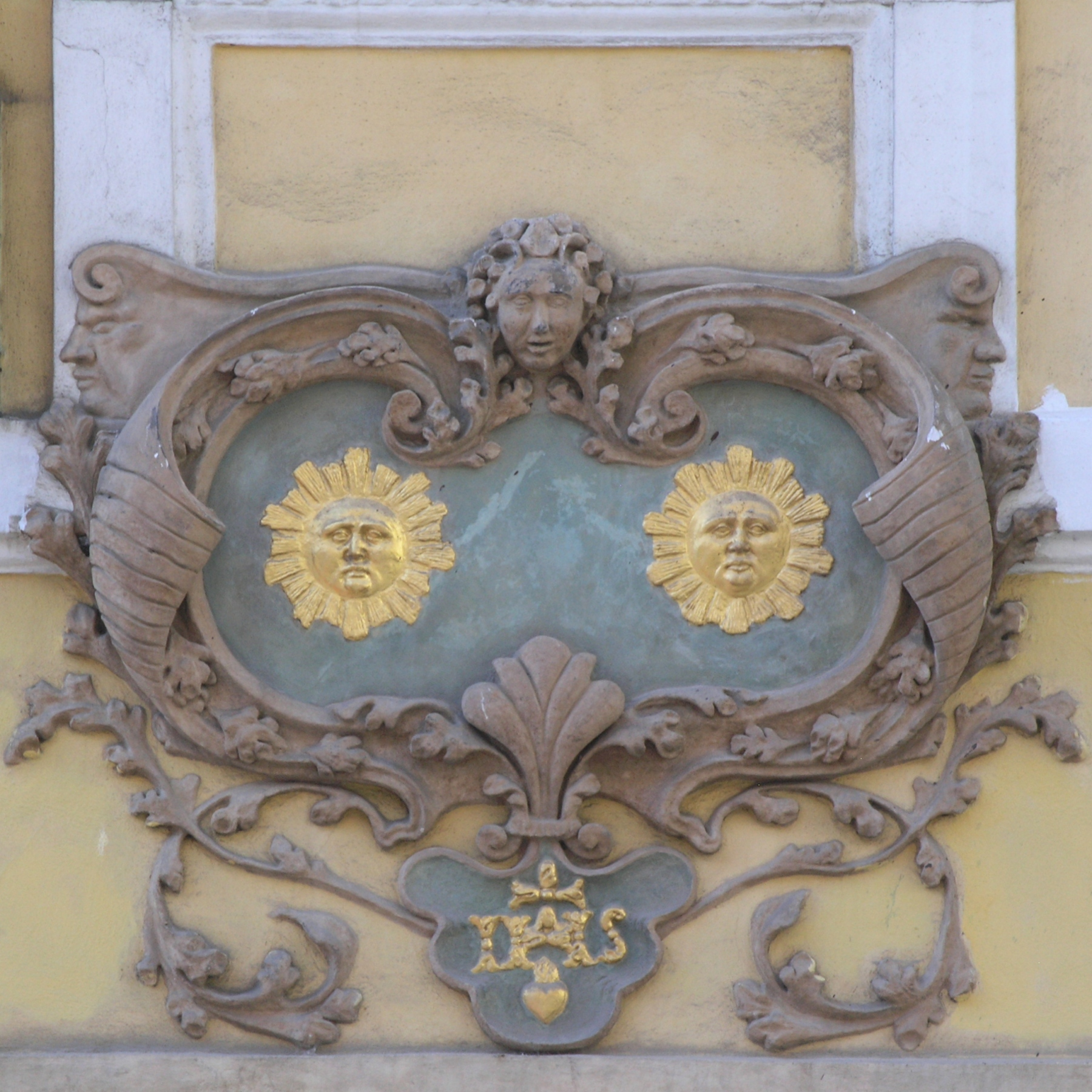
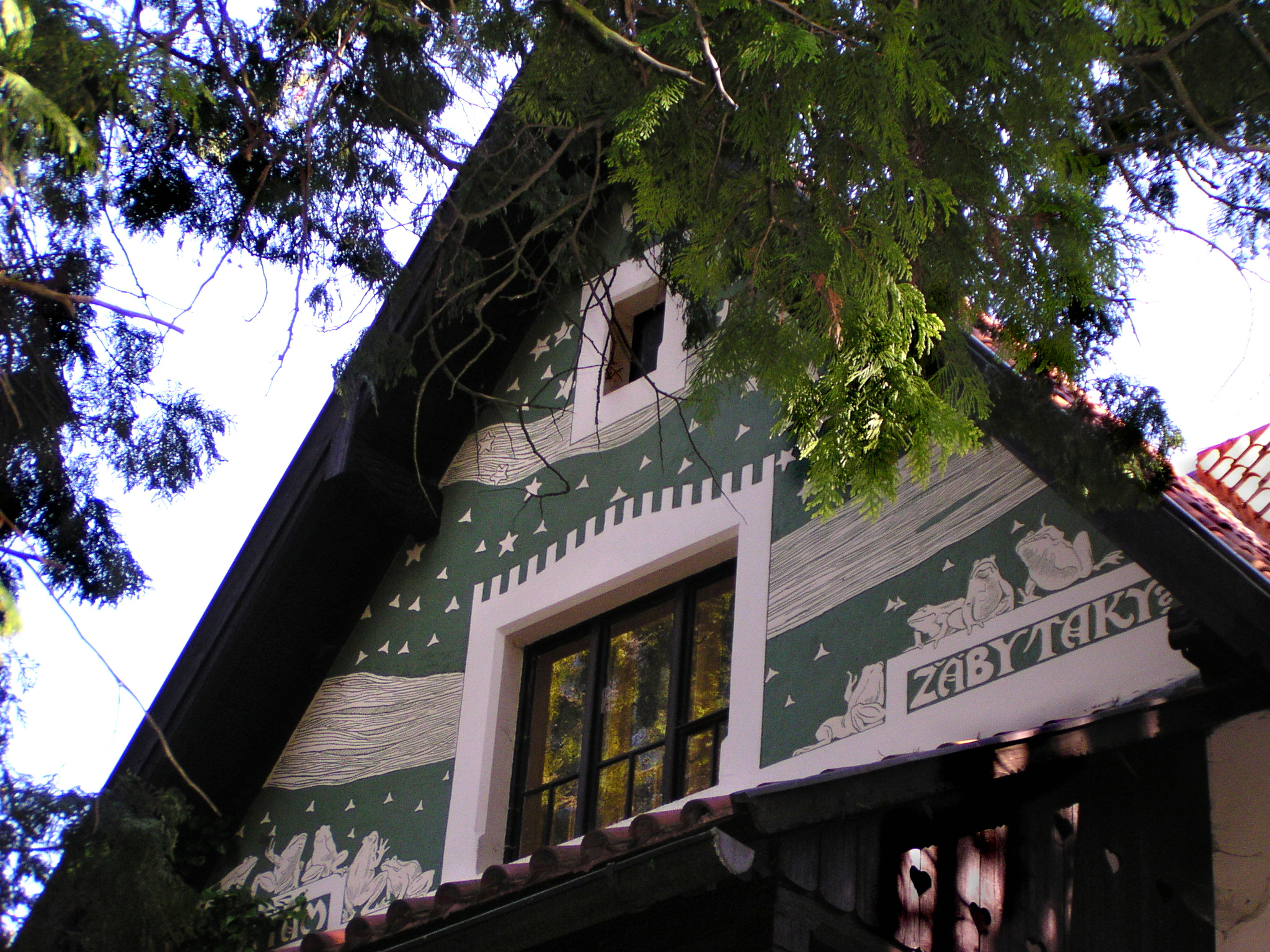
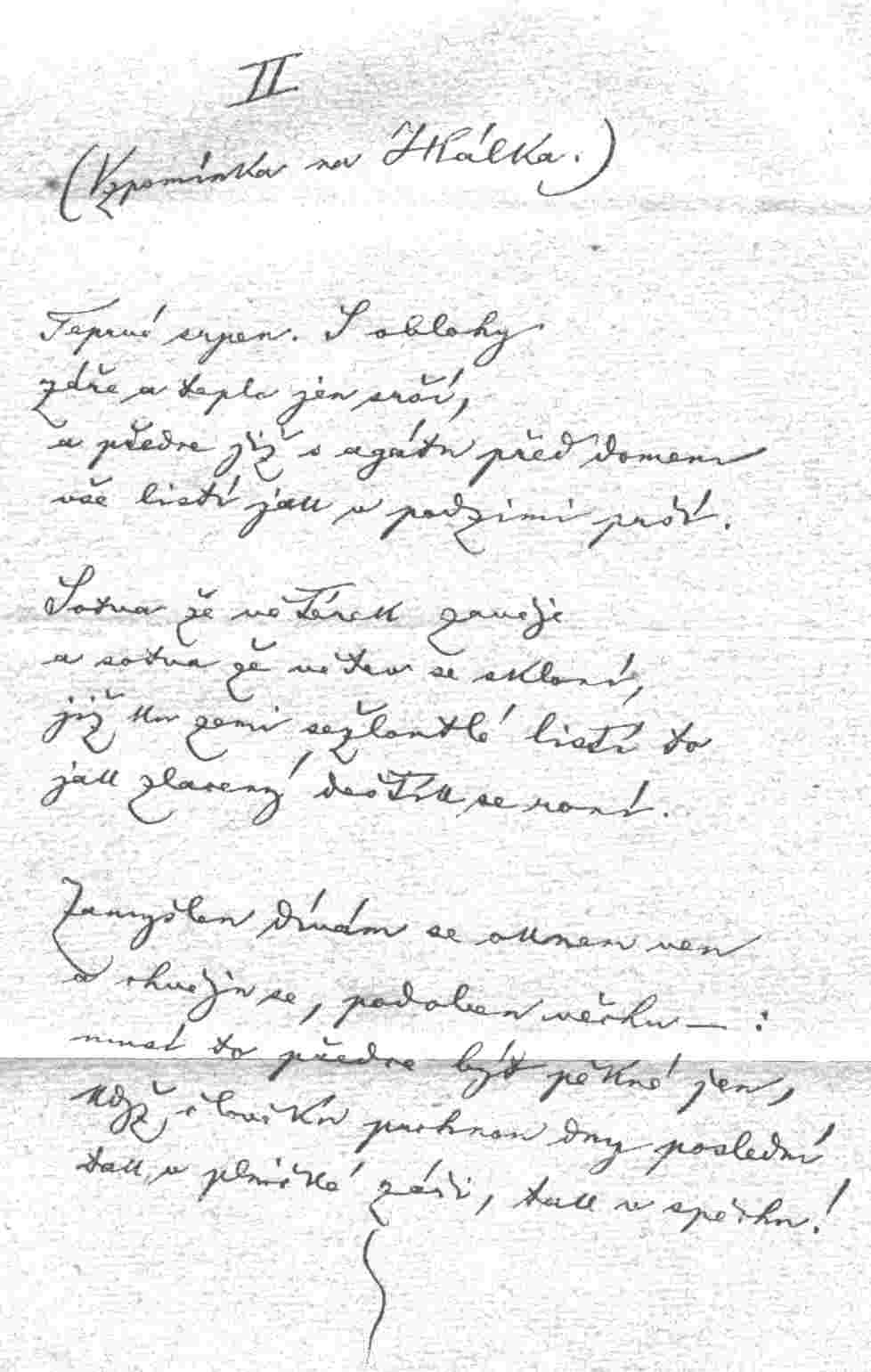
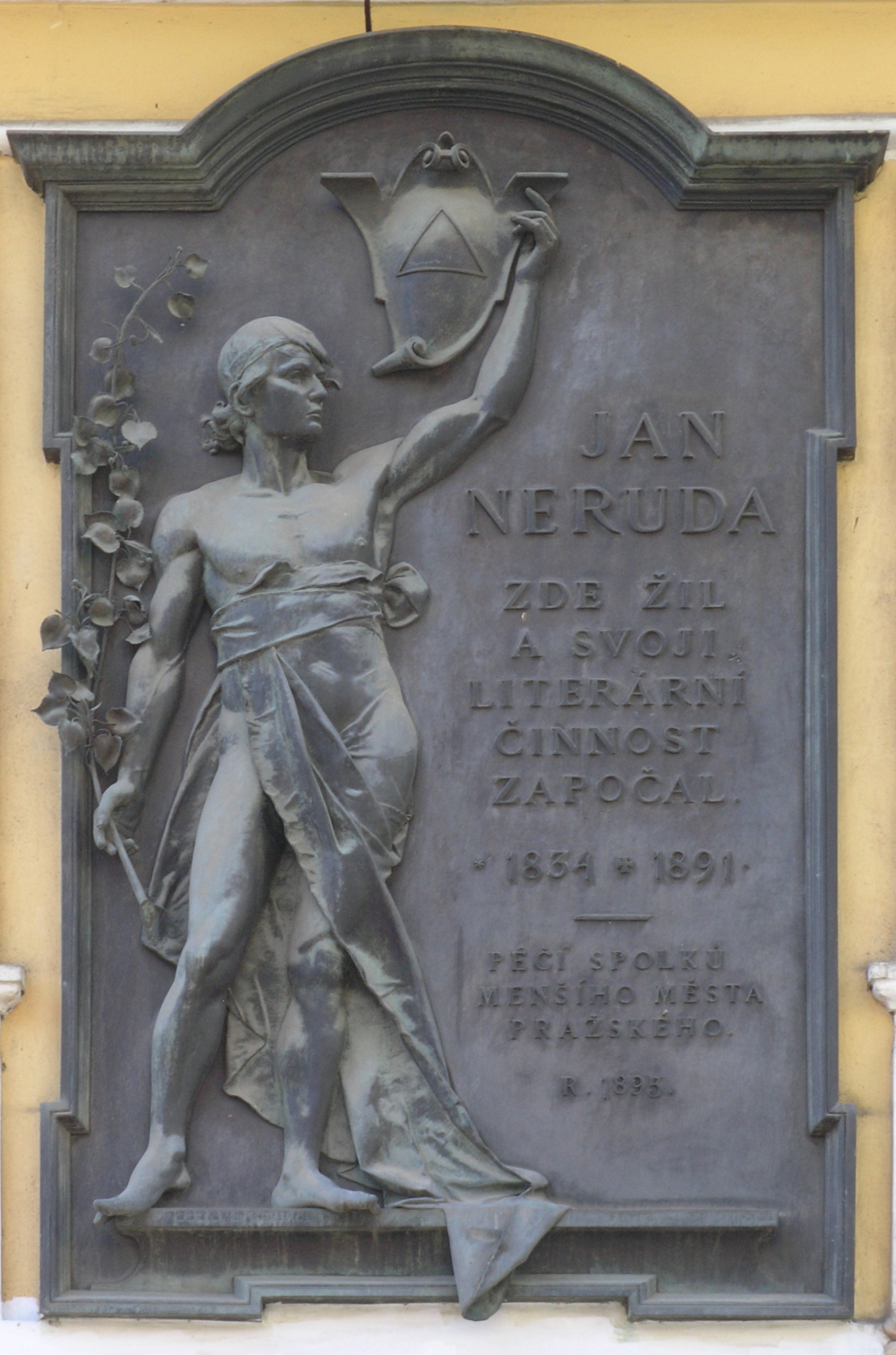

## Вибрані твори
- 1857 — «Цвинтарні квіти» (Hřbitovní kvítí)
- 1867 — «Книги віршів» (Knihy veršů)
- 1877 — «Малостранські повісті» (Povídky malostranské)
- 1878 — «Пісні космічні» (Písně kosmické)
- 1883 — «Прості мотиви» (Prosté motivy)
- 1896 — «Співи страсної п'ятниці» (Zpěvy páteční)